# Gian Gerolamo Campanili
Gian Gerolamo Campanili (* in Neapel; † um den 22. Juni 1626) war ein italienischer römisch-katholischer Bischof.
Campanili, Doktor beider Rechte und Mitglied des Domkapitels von Neapel, wurde am 24. Dezember 1608 als Nachfolger des verstorbenen Giacomo Candido zum Bischof von Lacedonia ernannt. Am 27. Januar 1625 wurde er auf das Bistum Isernia transferiert. Zugleich war er Inquisitor im Königreich Neapel.